# Sekelji
Sekelji, na hrvatskom također: Sikuli, Sekelji ili Szekleri, mađarski: székelyek (jednina: székely), rumunjski Secuii (jednina: Secui) je naziv za regionalnu zajednicu Mađara nastanjena uglavnom u istočnim krajevima Transilvanije, u Rumunjskoj.

## Populacija
Većina Sikula živi u Sikulskoj zemlji (povijesni naziv za područje današnjih županija Covasna i Harghita te dijela županije Mureș u jugoistočnoj Transilvaniji). Pored toga, većina mađarskih stanovnika područja između gradova Brașov i Sibiu se također smatra Sikulima.
Za većinu pripadnika te skupine, Sikul kao opredjeljenost shvaćen je kao regionalno obilježje uz pripadnost mađarskoj naciji i time mađarskoj manjini Rumunjske. Skupini Sikula pripada oko 40% od 1,4 milijuna transilvanijskih Mađara (otprilike 670.000 osoba). (Ostali se po nacionalnosti opredjeljuju samo kao Mađari; analogija je slučaj hrvatskih Šokaca u Slavoniji ili Srijemu). Rumunjsko pravo ne poznaje naziv Sikuli pa se oni u popisima stanovništva pojavljuju jednostavno pod nazivom Mađari. U Mađarskoj, a i na međunarodnoj sceni se također najčešće govori o transilvanijskim Mađarima kao jedinstvenoj manjini, s tim da unutar nje Sikuli čine posebnu zajednicu.

### Populacija po županijama
| Županija | Mađari  | % ukupnog stanovništva |
| -------- | ------- | ---------------------- |
| Harghita | 275.841 | 84,62%                 |
| Covasna  | 164.055 | 73,80%                 |
| Mureș    | 227.673 | 39,30%                 |

Stanovnici mađarske narodnosti tih triju županija su po pravilu smatrani Sikulima. (Podaci iz 2002.).
- Etnički zemljovid zemlje Sekelja u Rumunjskoj, popis iz 1992. godine.
- Etnički zemljovid zemlje Sekelja u Rumunjskoj, popis iz 2002. godine.

## Povijest Sikula

### Porijeklo
Originalni zadatak Sikula u Ugarskoj bio je obrana granice te države na transilvanijskom pograničnom području. Porijeklo Sikula je krajnje sporno. Nagađa se o avarskom, bugarskom, hunskom, kabarskom, skitskom i turskom podrijetlu. Po drugima, Sikuli su "oduvijek" bili Mađari te se njihov posebni identitet razvio kao posljedica izoliranja u planinskim krajevima. Ova teorija ima više podržavača u Mađara, dok se rumunjska historiografija tradicionalno zalaže za strano, a čak i rumunjsko porijeklo Sikula.

### Natio Siculorum
Sikuli su zbog svojih vojničkih usluga tijekom srednjeg vijeka uživali plemićke privilegije te bili izuzeti od plaćanja poreza. Oni su od 13. stoljeća činili posebnu "stalešku naciju". Latinski naziv natio Siculorum ('nacija Sikula') odnosi se na njihovoj ravnopravnosti ostalim ugarskim "nacijama" (staležima). Sikuli su platili porez samo kad je kralj stupio na prijestolje, vjenčao se ili kad mu se rodio sin.
Priviligije Sikula su obuhvatile i izuzetak njihove teritorije iz mađarskog administrativnog sustava zasnovanog na županijama (na mađarskom: vármegyék). Sikulska administrativna jedinica zvala se szék. Sikulski székovi su bili sljedeći:     
- Csíkszék
- Udvarhelyszék
- Háromszék
- Marosszék
- Aranyosszék

Od 14. stoljeća se Sikuli (communitas Siculorum) raslojavali na tri grupe (prema poveljama: tria genera Siculorum): potiores ('moćnici'), lófők (otprilike: 'konjanici') i simplices ('prostaci'). Ova promjena je vezana za vojne reforme nakon provale Tatara u 1241. Svaka od tih grupa je i dalje raspolagala plemićkim privilegijama (libertas Siculorum). U 1437. godini Sikuli su sklopili staleški savez s transilvanijskim Mađarima i Sasima (Unio trium nationum).

### Gubljenje privilegija
Posljedicom turskog osvajanja u 16. stoljeću, Transilvanija se odcijepila od Ugarske i postala - pod vodstvom ugarskog vojvode - poluvazalna država osmanskog carstva (Transilvanijska kneževina). Postojanje takve velike mase ljudi oslobođeni od plaćanja poreza više nije bilo u interesu vladara, pa su vojvode težili da im skresaju privilegije.
Sikuli su se prvi put suočili s vojvodom Ivanom Žigmundom, što je bio uzrok izbijanja prvog sikulskog ustanka u 1562. Vojvode iz obitelji Báthory su također pokušavali sa skresanjem drevnih prava. Kao posljedica tih sukoba, Sikuli su za vrijeme provale Mihajla Hrabrog 1599. godine stali na stranu tog vlaškog vojvode.
Nakon poraza Osmanskog carstva pod Bečom 1683. godine, Transilvanija je postupno gubila autonomiju koju je uživala pod osmanskom kontrolom i dospjela pod austrijsku vlast. Kada je Marija Terezija preustrojila graničarski sustav i uvela novačenje u redovima Sikula, oni su otkazali poslušnost. Zauzvrat su carske trupe zaklali više stotina Sikula. (Taj događaj 1764. godine je po obližnjem naselju poznat u mađarskoj povijesti kao pokolj kod Madéfalve). Mnogi Sikuli su prebjegli u tadašnju Moldaviju, gdje su se priključili već postojećim grupama ranije iseljenih Mađara i Sikula.   

### Sikuli u formiranju mađarske nacije
Transilvanija je vraćena Ugarskoj austro-ugarskom nagodbom u 1867. godini. Za vrijeme mađarske borbe za slobodu protiv Austrije 1848. – 1849. godine, Sikuli su činili većinu u transilvanijskoj vojsci generala Józefa Bema. (Transilvanijski Rumunji i Sasi su se suprotstavili ciljevima mađarske građanske revolucije). Početak oružane samoobrane bio je proglašen 16. listopada 1848. godine na sikulskom zboru kod Agyagfalve (današnje rumunjsko ime: Lutița). Na zboru je izrečeno da su Sikuli spremni uzeti oružje u ruke "za obranu svoje mađarske braće".
Budući da Sikuli više nisu bili privilegizirani, preustrojavanjem mađarskog administrativnog sistema u 1876. godini njihovi székovi su bili ukinuti. Na području bivših székova formirane su četiri županije (vármegyék): Csíkszék, Háromszék, Udvarhelyszék i Maros-Torda.

### Sikuli kao manjina
Trianonski mirovni ugovor (1920.) koji je slijedio vojni poraz Mađarske u prvom svjetskom ratu naredio je priključenje Transilvanije (zajedno s pojedinim ostalim dijelovima Mađarske) Rumunjskoj.
Drugom bečkom odlukom 30. kolovoza 1940. godine Rumunjska je bila prisiljena od Njemačke i Italije da Sikulsku zemlju (zajedno sa sjevernim dijelom Transilvanije) prepušta Mađarskoj. Sikulsko stanovništvo je - nasuprot rumunjskom - mađarske vojnike dočekalo kao osloboditelje. U drugom svjetskom ratu Mađarska je izgubila sve ponovo stečene teritorije. (Gubitak Sjeverne Transilvanije - kao i ostalih područja stečena u predratno vrijeme - bio je potvrđen pariškim mirnim ugovorom u veljači 1947. godine).
Od 1947. do kraja 1989. godine Rumunjska je bila komunistička zemlja. Prvi komunistički vođa Gheorghiu-Dej dao je uhititi članove Mađarskog narodnog saveza, dok je osnovanjem Mađarske Autonomne Pokrajine (RAM) u Sikulskoj zemlji 1952. godine stvarao iluziju poštovanje manjinskih prava. Stanovnici te pokrajine u biti nisu uživali samoopredjeljenje jer je ustroj RAM-a bio temeljen na staljinističkom modelu sličnom onome sovjetskih "autonomnih" pokrajina. 1960. godine granice RAM-a su modificirane pa se postotak Mađara u njemu smanjio od 77 do 63%. (RAM je tom prilikom i preimenovan u Mureș-Mađarsku Autonomnu Pokrajinu). Uvođenjem županijskog sustava u 1968. godini ta administrativna jedinica prestaje. Njena teritorija je podijeljena između županija Mureș, Harghita i Covasna.
Nicolae Ceaușescu koji je sljedio Gheorghiu-Deja 1965. je postupno izgradio zloglasni nacionalistički sustav u svojoj zemlji. Mađari Rumunjske su u to doba - pored toga što su dijelili tešku sudbinu svojih rumunjskih susjeda zbog loših ekonomnih prilika - doživjeli i nacionalno i vjersko ugnjetavanje. Kontinuitet prostora sa značajnim mađarskim stanovništvom je bio prekinut naseljavanjem stanovnika rumunjske nacionalnosti iz krajeva izvan Transilvanije. Ta politika je jedino bila neuspješna u Sikulskoj zemlji: u većini sikulskih gradova poput Miercurea-Ciuca, Odorheiu Secuiesca ili Sfântu Gheorghea te osobito u selima Sikuli i danas čine apsolutnu većinu. Nizak nivo industralizacije i urbanizacije, etnički kompaktna narav i nepromijenjeni seoski karakter Sikulske zemlje te asimilacija pridošlice u toj pretežnoj mađarskoj kulturnoj sredini bili su glavni razlozi očuvanja sikulskog obilježja tog područja.

## Suvremena politika u Sikula
Mađari u Rumunjskoj su sve do zadnjih godina bili politički nepodjeljeni te su i Sikuli jednoglasno podupirali Demokratski savez Mađara u Rumunjskoj  (RMDSZ), stranku Béle Markóa koja predstavlja interese mađarske manjine od 1989. No, mnogi smatraju rezultate umjerene politike RMDSZ-a nezadovoljavajućim. Naime, dva glavna politička cilja transilvanijskih Mađara, autonomija na osobnoj ili teritorijalnoj osnovi te vlastito državno sveučilište dosad nisu dostignuta. Sikuli, čija zajednica - nasuprot ostalim Mađarima u Transilvaniji - živi u bloku s mađarskom većinom, više su skloni politici disidenata RMDSZ-a kojim je naglašeni cilj što brže ostvaranje autonomije. Sikul Jenő Szász, koji je u tu svrhu osnivao Mađarski građanski savez (MPSZ), gradonačelnik je Odorheiu Secuiesca, grada s 96% mađarskog stanovništva.
15. ožujka 2006. godine je u tom gradu održan "sikulski zbor". Na njemu je pročitan proglas u kojem Sikuli zahtijevaju autonomiju za Sikulsku zemlju. Proglašenje same autonomije nije se desilo, ali spektakularni posjet predsjednika države Rumunjske Traiana Băsescua Odorheiu Secuiescu narednog dana bio je znak da je nova struja postala nezanemarivim faktorom u transilvanijskih Mađara. No, rumunjska vlast i dalje odbija prijedloge za autonomiju kao takve koji su - prema njoj - suprotni točki ustava o Rumunjskoj kao "jedinstvenoj nacionalnoj državi".
Položaj Sikula (u okviru pitanja 1.4 milijuna rumunjskih Mađara) vjerojatno postaje sljedećim u nizu manjinskih pitanja unutar Europske unije. Naime, dok službena Mađarska podupira ambicije svog istočnog susjeda za priključenje uniji, neriješenih pitanja državnog sveučilišta, povrat imovine katoličkoj i reformiranoj (kalvinističkoj) crkvi te nedonošenje zakona o manjinama ostat će prepreka za djelotvorno sudjelovanje tih dviju novih članica EU.

## Jezik
Sikuli se služe mađarskim jezikom. Njihova jezična inačica zove se sikulskim dijalektom (mađarski: székely nyelvjárás). Taj dijalekt je obilježen s više arhaizama nego većina mađarskih dijalekata te posuđenicama iz rumunjskog jezika, ali on je uzajamno razumljiv s književnim mađarskim jezikom. (Isti dijalekt govore i dvojezični predstavnici rumunjskog stanovništva na područjima s mađarskom većinom).

## Kultura

### Pučka kultura
Pučkoj kulturi Sikula pripadaju:
- sikulska vrata: drvena vrata bogato ukrasena s rezbarijom, prepoznatljive konstrukcije sikulskih domaćinstava (mađarski: székelykapu)
- drveni nadgrobni spomenici (mađarski: kopjafa - 'koplje')
- legenda o hunskom porijeklu: prema sikulskoj predaji, Sikuli su potomci navodnog sina Csaba hunskog kralja Atile
- sikulsko pismo: staro pismo Sikula, pretpostavljivo iz pretkršćanskog razdoblja (mađarski: székely rovásírás)

Najvažniji spomenici sikulske materijalne kulture izloženi su u Sikulskom narodnom muzeju u Sfântu Gheorgheu.

### Književnost
Nekoliko najvećih mađarskih književnika poput Kelemena Mikesa ili Árona Tamásija bilo je iz Sikulske zemlje, ali o njihovom radu se obično raspravlja pod pojmom mađarske književnosti.
Balázs Orbán, koji je i sam bio Sikul, napisao je dosad najobuhvatniji "Opis Sikulske zemlje" (A Székelyföld leírása..., objavljen između 1868. i 1873.).

## Vjera
Sikuli većinom pripadaju rimokatoličkoj i reformiranoj (kalvinističkoj) crkvi.

## Vanjske poveznice

### Na hrvatskom
- Mađari u Transilvaniji  Arhivirana inačica izvorne stranice od 22. svibnja 2008. (Wayback Machine)

### Na drugim jezicima
- Putopis o Sikulskoj zemlji (engleski)
- Županija Covasna (engleski, mađarski, rumunjski)
- Županija Harghita (engleski, mađarski, njemački, rumunjski)
- Županija Mureș (engleski, mađarski, rumunjski)
- Demokratski savez Mađara u Rumunjskoj (engleski, mađarski, rumunjski)
- Članak o Sikulima (engleski)  Arhivirana inačica izvorne stranice od 27. rujna 2007. (Wayback Machine)
- Novinski članak o sikulskoj autonomiji (engleski)[neaktivna poveznica]

Ioan Aurel Pop, The Ethno-Confessional Structure of Medieval Transylvania and Hungary. Cluj Napoca, 1994 (bulletin of the Center for Transilvanian Studies, vol.III, nr.4, July 1994)